# Gedeon Richter
Gedeon Richter (Ecséd, 23 settembre 1872 – Budapest, 30 dicembre 1944) è stato un farmacista e imprenditore ungherese.

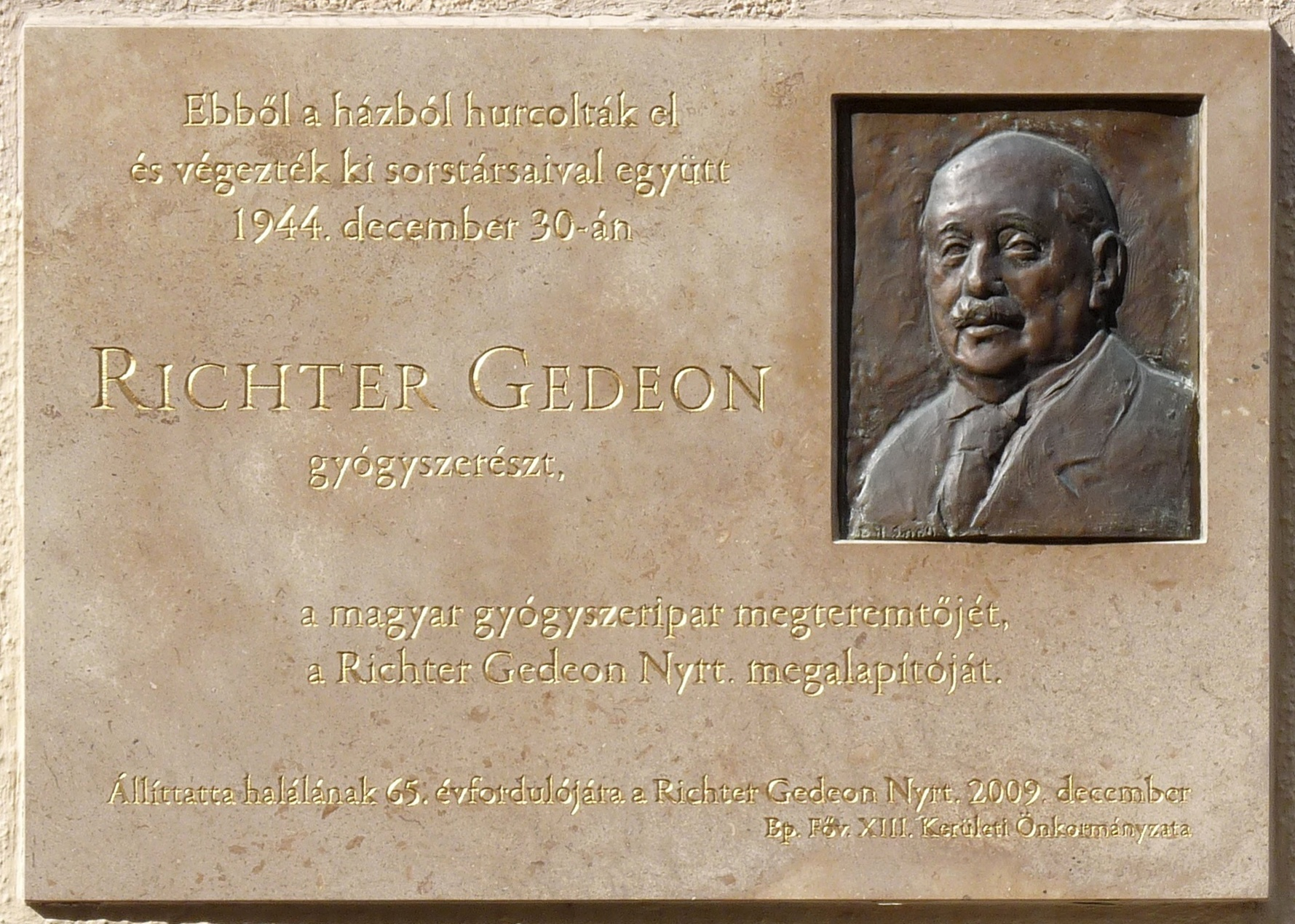
Placca commemorativa sulla sua ultima casa

Dopo la morte di suoi genitori, dal 1873 Gedeon Richter è cresciuto a Gyöngyös, dove nel 1890 diventó apprendista farmacista. Nel 1895 si è laureato in farmacologia all'Università di Budapest con eccellenti risultati. Due anni dopo ha visitato delle farmacie e industrie farmaceutiche in tutta l'Europa, dove ha studiato i metodi di lavorazione dei farmaci. Nel 1901 ha comperato la farmacia Arany Sas (in magiaro "aquila dorata") all'angolo di via Üllői con via Márton, che produceva farmaci organoterapeutici. Nel 1907, a Kőbánya, in via Cserkesz 63 ha fondato la prima industria farmaceutica in Ungheria che egli stesso dirigeva come direttore generale. L'industria ha preso il primo successo nel 1912, quando ha ottenuto il brevetto per la Kalmopyrin e per la capsula disinfettante nominata Hyperol, che ha giocato un ruolo importante durante la prima guerra mondiale. Prima della guerra Richter aveva già ottenuto 24 brevetti farmaceutici. All'inizio della seconda guerra mondiale, la sua industria faceva parte nella rete mondiale di dieci filiali rappresentative in cinque continenti ed aveva fondato in 34 statali in conto deposito.
Nel 1942 è stato esonerato dall'incarico di direttore generale (a causa delle leggi antisemitiche), e cacciato via dalla sua fabbrica. Da allora attraverso lo staff che gli era fedele, da casa sua ha controllato di nascosto l'impresa.
In autunno 1944 quando l'attività dell'azienda era quasi completamente paralizzata, egli avrebbe potuto lasciare Budapest per trasferirsi in Svizzera ma non voleva lasciare l'attività. Con sua moglie è restato nascosto da Raoul Wallenberg con più di mille altri ebrei. In dicembre Gedeon Richter quando aveva più di 72 anni è stato fucilato da un commando nazista, con tanti altri prigionieri sulla riva del Danubio.
Dopo la guerra, l'azienda è stata ricostruita con il nome Richter Gedeon Nyrt.. Nel 1972, nel centenario della nascita di Richter, è stata coniata una medaglia ed una placca sulla farmacia Arany Sas, che risulta ancora di proprietà dell'azienda da lui fondata.
Richter ha eseguito la prima composizione organoterapeutica per diminuire la pressione sanguigna, un estratto ormonale (adrenalina), la Kalmopyrin e la Tonogen surrenali sono ancora in uso in medicina.
Nella casa della sua infanzia ora si trova una scuola elementare che porta il suo nome, Ecsédi Richter Gedeon Általános Iskola. La sala dove è nato è utilizzata come palestra per i bambini.